# Phakic IOL
Kính nội nhãn (Phakic IOL) là một thấu kính được cấy ghép vào mắt người, thường là thay thế các thấu kính hiện có bởi vì nó đã mờ do đục thủy tinh thể, hoặc như một hình thức phẫu thuật khúc xạ thay đổi công suất quang học của mắt. Nó thường bao gồm một thấu kính nhỏ với các thanh hình móc câu, được gọi là haptics, để giữ ống kính ở vị trí cố định bên trong mắt.
Phần lớn IOLs được trang bị hiện nay có tiêu cự cố định, gọi là monofocal phù hợp với tầm nhìn xa. Tuy nhiên, các loại khác, chẳng hạn như IOLs multifocal đa tiêu (nhiều tiêu cự) cung cấp cho bệnh nhân tập trung vào thị lực ở khoảng cách xa và đọc sách, và IOLs thích ứng cung cấp cho bệnh nhân với thị lực nhìn gần.
Đặt kính nội nhãn để điều trị đục thủy tinh thể (TTT) hiện nay là phổ biến nhất. Phẫu thuật này được thực hiện khi gây tê tại chỗ, bệnh nhân tỉnh táo trong suốt hoạt động. Việc sử dụng một IOL được triển khai để đưa vào vị trí thông qua một đường rạch rất nhỏ (micro-incision ), do đó tránh được sử dụng các mũi khâu và thời gian thực hiện phẫu thuật này thường mất ít hơn 30 phút với bác sĩ phẫu thuật nhãn khoa có kinh nhiệm (trên 2000 ca ).
Thời gian phục hồi là khoảng 2-3 tuần. Sau khi phẫu thuật, bệnh nhân nên tránh tập thể dục gắng sức hoặc các hoạt động khác làm tăng huyết áp và nên đến bác sĩ nhãn khoa thường xuyên trong nhiều tháng để theo dõi việc cấy ghép.
Đặt kính IOL có thể xảy ra một số rủi ro chẳng hạn như nhiễm trùng , nới lỏng của ống kính, xoay vòng, viêm ống kính, và các quầng sáng ban đêm. Tuy nhiên theo một vài nghiên cứu đã xác định rằng phẫu thuật đặt kính IOL an toàn hơn so với điều trị thông thường mắt bằng tia laser. Nhưng hạn chế của việc đặt kính IOLs là hầu hết các bệnh nhân vẫn còn phụ thuộc vào kính cho các hoạt động nhất định, chẳng hạn như đọc sách báo, nhìn gần.

## Lịch sử
Ngày 29 tháng 11 năm 1949, Sir Harold Ridley là người đầu tiên thành công trong việc cấy ghép một ống kính nội nhãn trên mắt, tại Bệnh viện St Thomas ở London. Đó là ống kính nội nhãn đầu tiên được sản xuất bởi công ty Rayner của Brighton (Anh) từ Polymethylmethacrylate Perspex CQ (PMMA) của ICI (Imperial Chemical Industries).
Các ống kính nội nhãn đã được chấp nhận rộng rãi trong phẫu thuật đục thủy tinh thể cho đến khi những năm 1970 thì phát triển hơn nữa trong thiết kế ống kính và các kỹ thuật phẫu thuật. Vào thế kỷ 21, hơn một triệu IOLs được cấy hàng năm tại Hoa Kỳ.

### Acrylic MICS-IOL
Polymethylmethacrylate (PMMA) là vật liệu đầu tiên được sử dụng thành công trong ống kính nội nhãn. Bác sĩ nhãn khoa người Anh Sir Harold Ridley quan sát thấy rằng các phi công, Không quân Hoàng gia đã bị thương mắt trong chiến tranh thế giới thứ II liên quan đến vật liệu kính chắn gió PMMA nhưng không hiển thị bất kỳ từ chối hoặc phản ứng phụ nào trên cơ thể. Suy luận rằng các vật liệu này hữu ích cho việc cấy ghép vào mắt và Ridley được thiết kế cũng như cấy ghép các ống kính nội nhãn trong mắt người.
Các tiến bộ trong công nghệ đã mang lại việc sử dụng silicon và acrylic, cả hai đều là vật liệu mềm có thể xếp lại. Điều này cho phép các ống kính được gấp lại và đưa vào mắt qua một đường rạch nhỏ hơn. PMMA và các ống kính acrylic cũng có thể được sử dụng với đường rạch nhỏ và là một sự lựa chọn tốt hơn trong những người có tiền sử viêm màng bồ đào, có bệnh lý võng mạc tiểu đường hoặc có nguy cơ cao về chứng bong võng mạc.

### Sự phê duyệt của FDA
FDA đã được phê duyệt cấy ghép ống kính nội nhãn đa tiêu cho phép các bệnh nhân sau phẫu thuật đục thủy tinh thể lợi thế về tầm nhìn . Các tiến bộ mới nhất bao gồm IOLs với thiết kế vuông cạnh, không chói cạnh thiết kế và nhuộm màu vàng được bổ sung vào các IOL.
Tiến sĩ Patrick H. Benz Benz Nghiên cứu và Phát triển tạo ra các vật liệu IOL đầu tiên để kết hợp cùng UV-A màu ngăn chặn và lọc tia cực tím trong thủy tinh thể của con người.
IOLs multifocal – giúp bệnh nhân đồng thời nhìn gần và nhìn xa . Tuy nhiên một số bệnh nhân phản ánh có ánh sáng chói, quầng sáng vào ban đêm khi đặt kính.
Để kết hợp những thế mạnh của từng loại IOL, một số bác sĩ phẫu thuật mắt khuyên bạn nên sử dụng một IOL đa tiêu ở một mắt để nhấn mạnh tầm nhìn và đọc gần và một IOL chứa trong con mắt còn lại cho tầm nhìn tầm trung hơn nữa .

## IOLs khác bao gồm
- Blue Light Lọc IOLs lọc tia UV và năng lượng cao màu xanh hiện diện trong ánh sáng tự nhiên và nhân tạo, cả hai đều có thể gây ra vấn đề tầm nhìn, tuy nhiên quá nhiều lọc ánh sáng màu xanh có thể làm tăng trầm cảm, đặc biệt là trong những tháng mùa đông
- Toric IOLs (1998) chỉnh loạn thị.
- Phakic, aphakic và pseudophakic IOLs
- Phakia là sự hiện diện của thủy tinh thể tự nhiên.
- Aphakia là sự vắng mặt của thủy tinh thể tự nhiên, hoặc do các nguyên nhân tự nhiên hay vì nó đã được gỡ bỏ.
- Pseudophakia là thay thế thủy tinh thể tự nhiên với một ống kính tổng hợp.
- IOLs Pseudophakic được sử dụng trong phẫu thuật đục thủy tinh thể.

Ống kính nội nhãn đã được sử dụng từ năm 1999 để sửa chữa lỗi lớn hơn trong cận thị, viễn thị và loạn thị. Đây là loại IOL cũng được gọi là PIOL (Phakic IOL ống kính nội nhãn) và thủy tinh thể không được gỡ bỏ.

Các loại kính IOL khác nhau

IOLs aphakic được cấy qua chiết xuất thấu kính và thay thế phẫu thuật tương tự như phẫu thuật đục thủy tinh thể: 
- Cả hai đều liên quan đến việc thay thế ống kính
- Gây tê tại chỗ
- Kéo dài khoảng 30 phút
- Phẫu thuật thực hiện một đường rạch nhỏ trong con mắt để chèn ống kính vào.
- Thời gian hồi phục sau phẫu thuật từ 1-7 ngày sau phẫu thuật.

Trong thời gian này nên tránh tập thể dục gắng sức hoặc bất cứ hoạt động gì khác làm tăng huyết áp. Bệnh nhân cũng nên đến bác sĩ nhãn khoa thường xuyên trong nhiều tháng để theo dõi việc cấy ghép IOL.
Tỷ lệ thành công 90% (nguy cơ rò rỉ vết thương, nhiễm trùng, viêm, và loạn thị). Phẫu thuật chỉ có thể được thực hiện trên các bệnh nhân tuổi từ 40 tuổi trở lên. Điều này là để đảm bảo rằng sự tăng trưởng mắt, phá vỡ IOL ống kính, sẽ không xảy ra sau phẫu thuật.

## Ưu điểm đặt IOLS
1. Thay thế cho phẫu thuật Lasik khi bệnh nhân có tật khúc xạ quá cao.
2. IOL cấy ghép có hiệu quả cũng hoàn toàn loại bỏ sự cần thiết của thấu kính

Tuy nhiên là khả năng điều tiết của mắt thường giảm, tùy thuộc vào loại ống kính cấy.

## Rủi ro với phẫu thuật PIOL
PIOLs có được chấp thuận bởi FDA, nhưng có một số các rủi ro mà FDA đã được tìm thấy là: 
- 0,6% nguy cơ bong võng mạc
- một tổn thất hàng năm là 1,8% của các tế bào nội mô
- 0,6% nguy cơ của đục thủy tinh thể (các nghiên cứu khác đã chỉ ra một nguy cơ 0,5 - 1,0%), và
- 0,4% nguy cơ sưng giác mạc.

## Các rủi ro khác
1. 0,03 - 0,05% nguy cơ nhiễm trùng mắt, mà trong trường hợp xấu nhất có thể dẫn đến mù lòa. Nguy cơ này tồn tại trong tất cả các thủ thuật phẫu thuật mắt, và không phải là duy nhất cho IOLs.
2. Bệnh tăng nhãn áp
3. Loạn thị
4. Việc quay của ống kính bên trong mắt trong vòng một hoặc hai ngày sau khi phẫu thuật.

Một trong những nguyên nhân của những rủi ro trên là ống kính có thể xoay bên trong mắt, bởi vì PIOL là quá ngắn, hoặc vì các khe có hình dạng hơi bầu dục (chiều cao là hơi nhỏ hơn chiều rộng).

## Các loại IOLS
Phakic IOLS (PIOLs) có thể sử dụng cho mắt loạn thị. Sự khác biệt là PIOLs toric phải được lắp vào một góc cụ thể, hoặc loạn thị sẽ không được hoàn toàn sửa chữa, hoặc thậm chí có thể trở nên tồi tệ hơn. 
- PIOLs Góc hỗ trợ: những IOLs được đặt trong khoang phía trước. Nó nổi tiếng với tác động tiêu cực đối với niêm mạc nội mô giác mạc, đó là quan trọng cho việc duy trì một giác mạc khỏe mạnh khô.
- PIOLs hỗ trợ đồng tử: loại này là phổ biến hơn và nhiều hơn nữa. Các IOL là kèm theo móng vuốt giữa mống mắt ngoại vi bởi một kỹ thuật được gọi là enclavation. Nó được cho là có ảnh hưởng ít hơn vào nội mô giác mạc.
- PIOLs có nhiều rãnh: những IOLS được đặt trong buồng sau ở phía trước của thủy tinh thể tự nhiên. Nó có vòm đặc biệt như vậy là không được tiếp xúc với các ống kính bình thường. Các biến chứng chính với loại này là xu hướng gây đục thủy tinh thể và/hoặc phân tán sắc tố.

## Điều tiết IOLs
Một trong những nhược điểm chính của IOLs thông thường là chủ yếu tập trung cho tầm nhìn từ xa, hoặc thay đổi trọng tâm từ gần đến xa, xa đến gần, và khoảng cách ở giữa. IOLs điều tiết tương tác với các cơ lông mi và zonules, sử dụng bản lề ở cả hai đầu để "chốt" và di chuyển về phía trước
Trong một thử nghiệm tháng chín FDA năm 2004 với 325 bệnh nhân:
- 100% có thể nhìn thấy ở khoảng cách trung gian (24 đến 30 inches) mà không cần đeo kính, khoảng cách đối với hầu hết các hoạt động của cuộc sống
- 98,4% có thể nhìn thấy cũng đủ để đọc các tờ báo và cuốn sách điện thoại mà không cần kính.
- Một số bệnh nhân tầm nhìn đã được phục hồi đến 20/40 hoặc tốt hơn
- Trong tổng thể FDA kết quả lâm sàng trên tầm nhìn hai mắt chưa được sửa chữa ở 124 bệnh nhân, 92% có thị lực 20/25 hoặc tốt hơn, 98% có tầm nhìn trung gian 20/25 hoặc tốt hơn, và 73% đã có gần tầm nhìn của 20 / 25 hoặc tốt hơn từ 11 đến 15 tháng sau khi phẫu thuật.
- Ngoài ra, 73,5% hoặc đã không đeo kính hoặc đeo không có thời gian.

## Những vấn đề lưu ý
- Các mối quan tâm chính với IOLs là có không có nghiên cứu dài hạn, quy mô lớn
- Mặc dù là rất hiếm, các biến chứng tiềm năng bao gồm co thắt túi vỏ và opacification viên sau gây khó khăn hơn để cấy ghép một IOL và thời gian phục hồi có thể kéo dài hơn so với một tiêu chuẩn IOL.
- Bệnh nhân nên mong đợi rằng khả năng hồi phục của mình sẽ không được phục hồi chức năng hoàn hảo. Mặc dù tầm nhìn được cải thiện đáng kể, mức độ cải thiện sẽ không được giống nhau cho tất cả và một số sẽ vẫn cần kính sau phẫu thuật.
- IOLs điều tiết rất tốn kém. Công ty bảo hiểm không chi trả bao gồm những IOLs công nghệ tiên tiến này bởi vì hiệu quả lâu dài vẫn chưa xác định được.
- Bệnh nhân lớn tuổi có thể không có sức đề kháng để phù hợp với các IOL.

## Điều kiện phù hợp đặt kính nội nhãn
Nói chung, bệnh nhân trên 50 với các vấn đề và bệnh đục thủy tinh thể mắt không nghiêm trọng là những ứng viên tốt cho phẫu thuật.
Bệnh nhân phải có chức năng cơ lông mi hoặc zonules haptics định vị. Ngoài ra, đồng tử phải làm giãn đầy đủ, như IOL sẽ gây chói sáng trong môi trường ánh sáng yếu nếu đồng tử làm giãn quá lớn. IOLs điều tiết có lợi không chỉ đối với bệnh nhân bị đục thủy tinh thể mà còn có lợi cho những người muốn giảm sự phụ thuộc vào kính và những người mắc tật khúc xạ: cận thị và viễn thị.
Chăm sóc hậu phẫu là tương tự như của IOLs bình thường . Tuy nhiên, bệnh nhân phải có bài tập nhãn khoa như các câu đố và trò chơi chữ là một phần của chế độ hàng ngày của họ để tập lên các cơ lông mi và đạt được lợi ích tối đa từ các ống kính. Những bài tập này nên được thực hiện liên tục trong 3-6 tháng và hoạt động của bệnh nhân được giám sát bởi các chuyên gia chăm sóc mắt của họ.

## Các phẫu thuật khúc xạ
- Lasik
- Lasek
- PRK
- Femtosecond Laser